# Georg III. (Leuchtenberg)
Georg III. (* 13. Dezember 1502; † 21. Mai 1555) war von 1531 bis 1555 Landgraf von Leuchtenberg. Er folgte seinem Vater Johann IV. in diesem Amt nach. Nach seinem Studium wurde er Rat und Kämmerer von Kaiser Karl V. und nahm 1525 an der Schlacht bei Pavia teil. Im Krieg gegen die Osmanen stellte er aufgrund seiner Verpflichtungen gegenüber Herzog Ludwig X. von Bayern und Kaiser Karl V. Pferde und Reiter bereit. Zudem lieh er dem Kurfürsten Ottheinrich 14.000 Gulden. 1546 unterzeichnete er gemeinsam mit Kurfürst Friedrich II. den Heidelberger Vertrag, der die Privilegien und die Grenze zwischen Leuchtenberg und der Kurpfalz regelte.
Sein Bruder Christoph († 1554) befehligte unter Albrecht Alcibiades ein Reiterheer. Christoph und Albrecht nahmen mehrere Darlehen von Georg auf, weshalb Georg wegen Landfriedensbruchs vor das kaiserliche Kammergericht zitiert wurde. Infolgedessen musste er kurzfristig die Herrschaft Grünsfeld abgeben sowie Brandschatzung und Auslöse zahlen. Sein Bruder Christoph starb verarmt in einem Gasthaus in Regensburg. Sein zweiter Bruder Hans war geisteskrank und lebte die meiste Zeit in Wallerstein bei der gemeinsamen Schwester.

## Ehe und Nachkommen
Georg heiratete am 29. September 1510 auf der Plassenburg Barbara von Brandenburg-Ansbach-Kulmbach, Tochter des Markgrafen Friedrich V. von Brandenburg-Ansbach-Kulmbach. Mit ihr hatte er folgende Kinder:
- Georg IV. († 1553)
- Ludwig Heinrich (* 1529; † 1567), Landgraf von Leuchtenberg, ⚭ 1549 Gräfin Mechthild von der Marck-Arenberg (* 1530; † 1603)
- Elisabeth (* 1537; † 1579), ⚭ 1559 Graf Johann VI. von Nassau-Dillenburg (* 1536; † 1606)
- Barbara

| Vorgänger  | Amt                                 | Nachfolger      |
| ---------- | ----------------------------------- | --------------- |
| Johann IV. | Landgraf von Leuchtenberg 1531–1555 | Ludwig Heinrich |

| Personendaten    | Personendaten             |
| ---------------- | ------------------------- |
| NAME             | Georg III.                |
| KURZBESCHREIBUNG | Landgraf von Leuchtenberg |
| GEBURTSDATUM     | 13. Dezember 1502         |
| STERBEDATUM      | 21. Mai 1555              |